# Топонимия Португалии

Административное деление Португалии

Топонимия Португалии — совокупность географических названий, включающая наименования природных и культурных объектов на территории Португалии. Структура и состав топонимии страны обусловлены её географическим положением, этническим составом населения и богатой историей.

## Название страны
Топоним «Португалия» происходит от латинского названия поселения Portus Cale (дословно: «Порт Кале»), расположенного в устье реки Дуэро, в настоящее время входящего в агломерацию Большого Порту. Примерно в 200 году до нашей эры, когда римляне одержали победу над Карфагеном во Второй Пунической войне, они заняли селение Кале и переименовали его в Portus Cale. В IV—VIII веках местность вокруг селения входила в королевство свевов, а затем в королевство вестготов под названием Portucale. В VII—VIII веках название Portucale трансформировалось в Portugale, а в IX веке этот топоним широко использовался для обозначения области между реками Дуэро и Миньо, протекающей вдоль современной северной границы Португалии с Испанией. В IX веке здесь возникло графство, которое в 1139 (официально — в 1143) году стало Королевством Португалия (порт. Reino de Portugal).
После революции 1910 года официальное название страны — Португальская Республика (порт. República Portuguesa).

## Формирование и состав топонимии
В топонимии Португалии выделяются следующие пласты: иберийский, древнекельтский, финикийский, древнеримский, германский, арабский, галисийско-португальский, еврейский.
Кельтские и германские топонимы расположены в основном в Центральном и Северном регионах Португалии. Кельтское происхождение имеют следующие топонимы:Брага (Braga) — от этнонима «бракары» — кельтское племя доримской эпохи, проживавшее близ территории современного города); Вила-Нова-ди-Гая (Vila Nova de Gaia); Кале (Gale) — от этнонима «галлеки» (кельтский народ); Говея (Gouveia) — от Gaudila; Кантаньеди (Cantahnede — на кельтском жаргоне означает «большой камень»); Лагуш (Lagos) от Лакобрига (Laccobriga); Санта-Комба-Дан (Santa Comba Dão) — Santa Comba — название церкви; Сетубал (Setúbal) — от кельтского топонима Cetobriga (город цветов)).
Финикийский пласт ойконимов, трансформированный под воздействием других языков, довольно распространен в Португалии, и, как правило, встречается у побережья страны: например, согласно одной из версий происхождения топонима Лиссабон (Lisboa) — финикийцы, высадившиеся в бухте, восклицали «Alis Ubbo» («прекрасный берег»). По другой версии о финикийском происхождении топонима, первый компонент неясен, второй ippo — «ограда».
Ряд топонимов имеет латинское происхождение:
- Абрантиш (Abrantes) — Aurantes (регион, где много золота);
- Авейру (Aveiro) — Aviarium (птичий двор; место, где водится много птиц);
- Бежа (Beja) — в 711 г. арабы обосновались на данной территории и дали современное название. Происходит от латинского Pace (Pax Julia). Название было передано через арабский язык как Baja — написание через [b], а не через [p], как в латинской оригинальной форме, так как в арабском языке существует только один билабиальный согласный [b];
- Валонгу (Valongo) — Vallis Longus с латинского языка переводится как «высокие долины»;
- Сагреш (Sagres) — от латинского Sacro — священный мыс, где располагался языческий храм;
- Шавиш (Chaves) — от латинского названия [Aquæ] Flaviæ — термальные воды);
- Лороза (Lourosa) — laurus (лавр);
- Ламегу (Lamego) — Lamaecus (владелец аграрных территорий вокруг замка в III в.);
- Портиман (Portimão) — Portus Magnus (большой порт);
- Регенгуш-ди-Монсараш (Reguengos de Monsaraz) — Reguengo было обозначением королевского налогооблагаемого административного района. Monsaraz — «mons serratus» (разрезанная гора)[4].

Португальские названия отличаются наличием формантов -иш, -уш, -ейра: Шавиш, Лагуш, Видигейра, Виейра и т. д. Широко распространены религиозно-культовые топонимы католического содержания (Сан-Себастьян, Сантьяго, Сан-Мартин, Сан-Педро, Сан-Антонио и др.)
| Группа топонимов и их количество        | Особенности этимологии                                                                                                | Регионы расположения                                                                                          | Количество ойконимов по округам |
| --------------------------------------- | --- | --- | --- |
| Кельтские и германские корни (более 15) | названия племён; типичные кельтские наименования                                                                      | Северный (4) Центральный (2) Алгарве (1)                                                                      | Брага (2), Порту (2), Гуарда (1), Коимбра (1), Фару (1) |
| Латинские корни (более 25)              | исторические особенности формирования территории; становление государственности                                       | Центральный (6) Лиссабон (4) Северный (9) Алгарве (1)                                                         | Визеу, Коимбра, Каштелу-Бранку, Авейру, Лиссабон, Фару, Порту, Вила-Реал, Брага, Сетубал, Сантарен |
| Арабские корни (более 20)               | физико-географические особенности территории расположения                                                             | Лиссабон (5) Алентежу (7) Алгарве (2) Северный (1) Центральный (1)                                            | Браганса (1), Эвора (2); Бежа (1), Сантарен (3), Лейрия (1), Сетубал (2), Фару (3), Лиссабон (4) |
| Португальские корни (более 35)          | физико-географические особенности территории, исторические процессы, занятия населения, этноязыковой состав населения | Северный (16) Центральный (12) Алентежу (2) Азорские острова (автономный регион) (1) Мадейра (1) Лиссабон (1) | Авейру (6), Азорские острова (1), Брага (1), Браганса (2), Виана-ду-Каштелу (2), Визеу (1), Вила-Реал (2), Гуарда (3), Каштелу-Бранку (1), Коимбра (1); Лейрия (3); Мадейра (1); Порту (5); Сетубал (1); Эвора (2) |
| Смешанные (от 5)                        | римское+арабское, финикийское+арабское                                                                                | Лиссабон (2)                                                                                                  | Большой Лиссабон (2) |
| Фламандские корни                       | исторические особенности                                                                                              | Азорские острова (автономный регион) (1)                                                                      | Азорские острова |
| Древнегреческие корни                   | исторические особенности                                                                                              | Центральный                                                                                                   | Лейрия |

## Топонимическая политика
Топонимической политикой в стране занимается Национальный совет по португальской топонимике, созданный в 1992 году.